# Transparência no mercado
No mundo empresarial, a transparência é definida  como  "acessibilidade, pelos stakeholders, às informações institucionais referentes a assuntos que afetem seus interesses". O conceito ganhou destaque na abertura do século XXI, depois de rebentar mais uma "bolha especulativa" histórica, com o seu cortejo de escândalos empresariais. A transparência  tornou-se então a  força motriz  de mudanças no mundo empresarial. 
No Brasil, a questão da transparência do mercado ganhou destaque e maior peso na decisão de analistas de investimento depois das perdas bilionárias de empresas como a Aracruz, em operações desconhecidas pelo público, envolvendo derivativos cambiais e que renderam prejuízo de 2,1 bilhões de dólares a uma companhia tida como referência em termos de governança.